# Eginecija
Eginecija (lat. Aeginetia) je biljni rod iz porodice volovotkovki raširen po tropskoj i suptropskoj Aziji i Kamerunu. Priznato je 8 vrsta,  a tipična je A. indica L.
Ime roda Aeginetia je u čast Pavla iz Egine (c. 625 – c. 690), liječnika bizantskog grčkog podrijetla koji je najpoznatiji po pisanju medicinske enciklopedije, Sažetak medicine u sedam knjiga (Ἐπιτομῆς ἰατριϰῆς βιβλία ἑπτά), u kojem je sadržano cjelokupno medicinsko znanje tadašnjega zapadnog svijeta. 
Aeginetia Cav. sinonim je za rod Bouvardia Salisb. iz porodice broćevki (Rubiaceae).

## Vrste
1. Aeginetia acaulis (Roxb.) Walp.
2. Aeginetia flava J.Parn.
3. Aeginetia indica L.
4. Aeginetia mirabilis (Blume) Bakh.
5. Aeginetia mpomii Letouzey
6. Aeginetia pedunculata Wall.
7. Aeginetia selebica Bakh.
8. Aeginetia sinensis Beck

## Sinonimi
- Centronia Blume
- Centronota DC. ex Meisn.
- Gasparinia Endl.
- Oeginetia Wight
- Tronicena Steud.